# Sluis
Sluis (zelandès: Sluus) és un municipi de la província de Zelanda, al sud dels Països Baixos. Es troba a la regió del Flandes zelandès. L'1 de gener de 2009 tenia 24.102 habitants repartits per una superfície de 307,01 km² (dels quals 26,81 km² corresponen a aigua). Limita al nord amb Vlissingen, a l'est amb Terneuzen, a l'oest amb Knokke-Heist i al sud amb Damme (B), Maldegem (B) i Sint-Laureins (B). El poble va conèixer el seu apogeu a l'edat mitjana quan va esdevenir un avantport per a Bruges, després de l'ensorrament del Zwin.

## Nuclis
| Oostburg    | 4690 |
| Breskens    | 4280 |
| Aardenburg  | 2100 |
| Sluis       | 1990 |
| IJzendijke  | 1760 |
| Schoondijke | 1270 |
| Groede      | 760  |
| Hoofdplaat  | 580  |
| Eede        | 540  |
| Cadzand     | 490  |

| Zuidzande                             | 470 |
| Nieuwvliet                            | 310 |
| Waterlandkerkje                       | 260 |
| Retranchement                         | 230 |
| Cadzand-Bad *                         | 210 |
| Sint Kruis                            | 130 |
| Nummer Eén, * Slijkplaat * i Sasput * | 130 |
| Sint Anna ter Muiden                  | 50  |
| Nieuwvliet-Bad *                      | 40  |

## Administració
El consistori municipal consta de 19 membres, compost per:
- Partit del Treball (PvdA), 4 escons
- Nieuw West, 4 regidors
- Dorpsbelangen & Toerisme, 4 regidors
- Crida Demòcrata Cristiana (CDA), 3 escons
- Partit Popular per la Llibertat i la Democràcia (VVD), 2 escons
- Gemeenden Belangen, 2 escons

## Galeria d'imatges

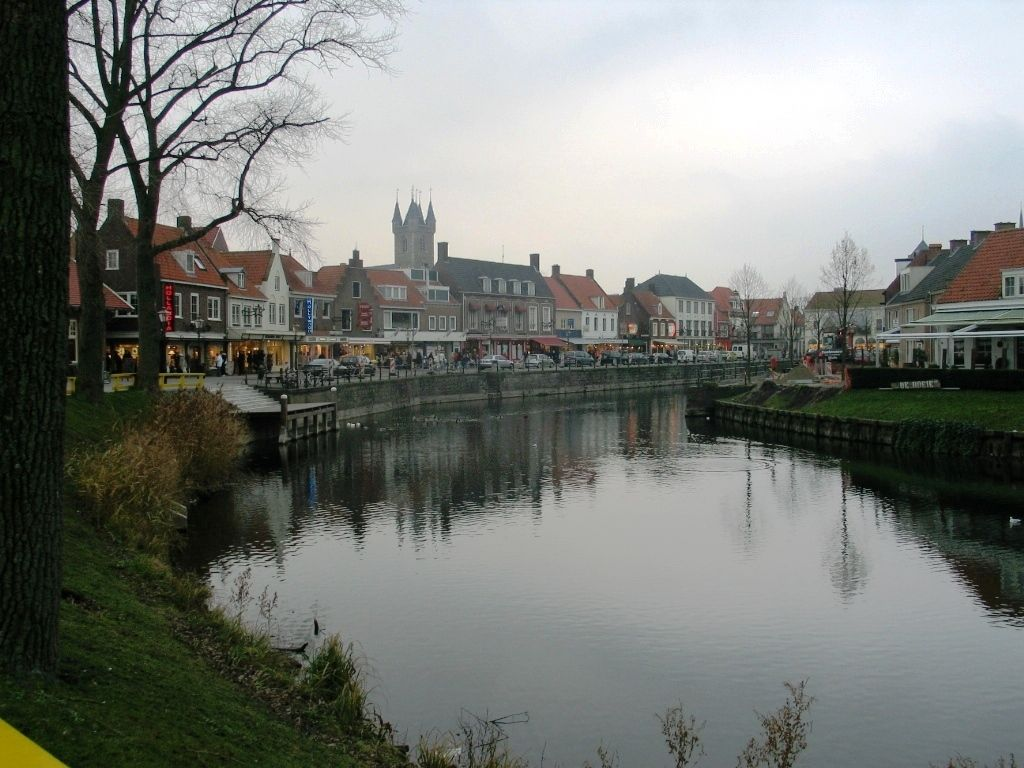
El terminal del Damse Vaart, antic canal que lligava Bruges a Sluis
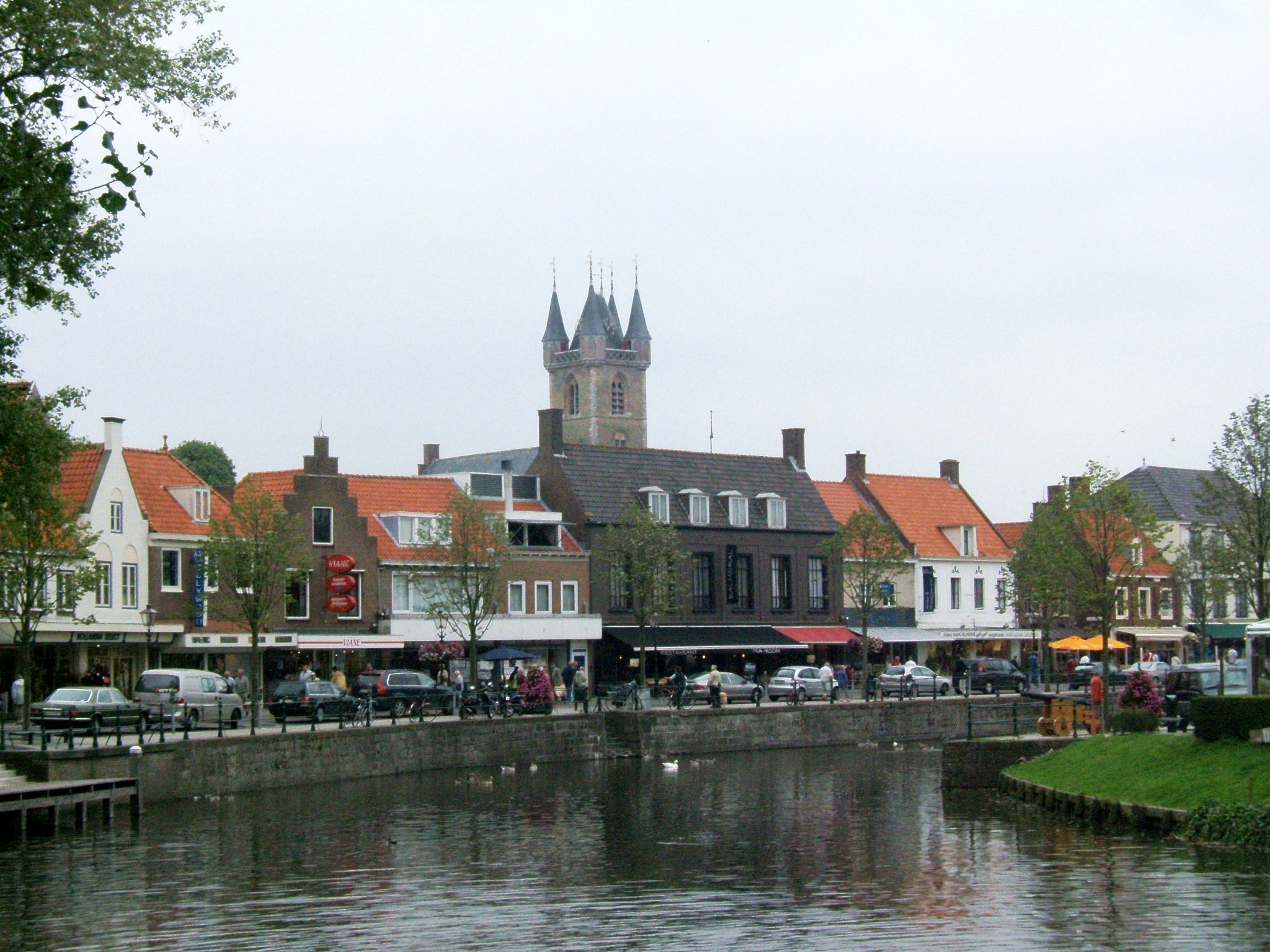
Panorama amb el belfort
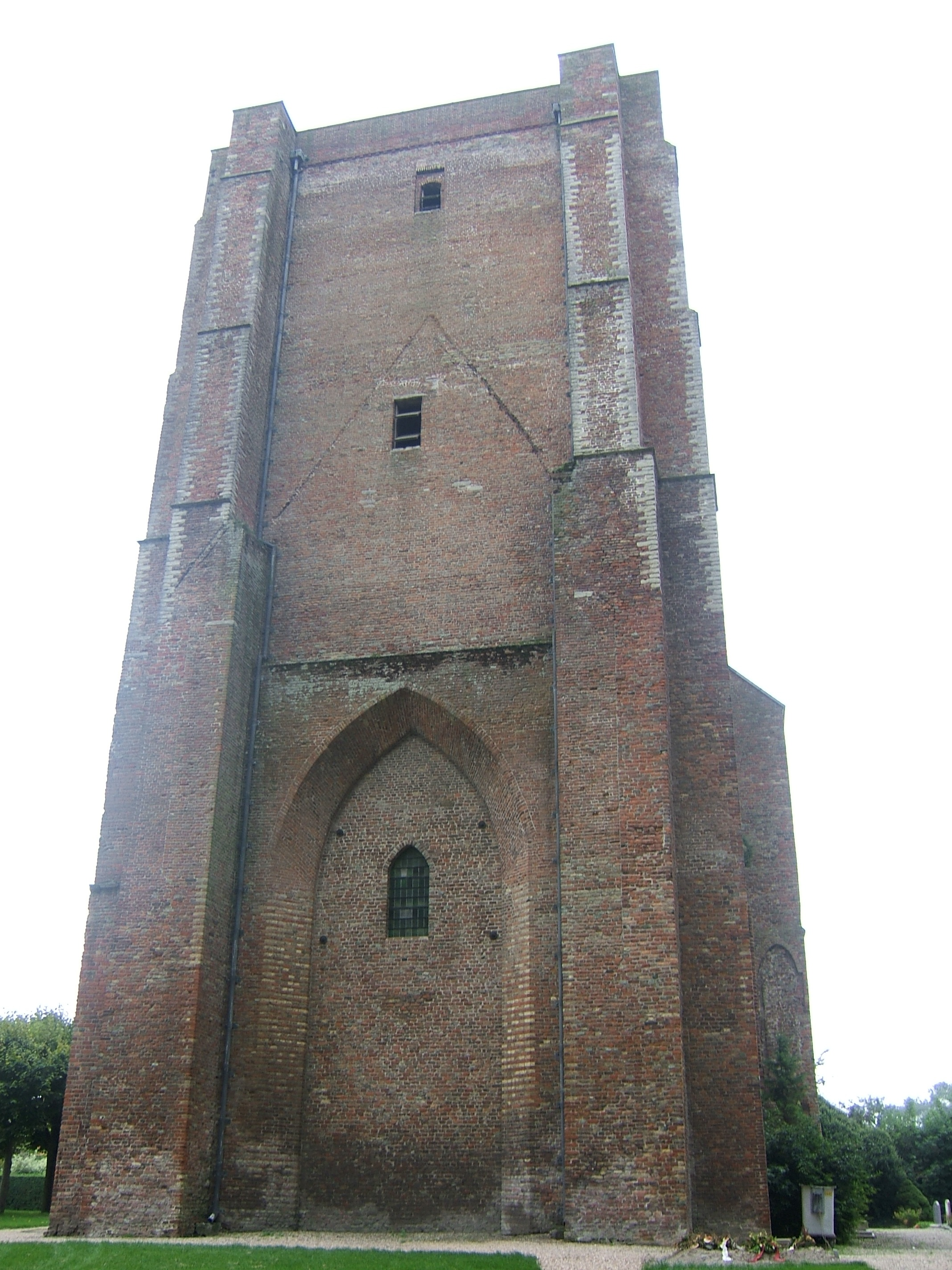
Torre Sint Anna